# 巴姆施泰特
巴姆施泰特（德語：Barmstedt，發音：[ˈbaʁmˌʃtɛt] ⓘ）是德国石勒苏益格-荷尔斯泰因州平讷贝格县的城市，面积17.17平方千米，2023年12月31日人口为10,683人。